# JamsCollection
JamsCollection（ジャムズ コレクション）は、2021年3月3日にデビューした日本の女性アイドルグループ。通称ジャムズ。RIZEプロダクション所属。RIZEプロダクションとLIVE PLANETとの合同プロジェクトでもある。

## 概要
雑誌『MARQUEE』の完全バックアップのもと発足したグループ。運営・プロデュースはアップダンス・エンターテインメントが行う。
グループ名は「好きな曲、大好きな人、可愛い、カッコいい、みんなの大好きなものが詰まってる」という思いを込めて名付けられ、男性女性問わず幅広く愛されるグループを目指し活動していた。
2021年3月3日、神田明神ホールにてデビュー。結成時のメンバーは津代美月、坂東遥、成瀬みるあ、神楽胡音、一宮彩夏、豊田あさ、保科凜、小波もも、柚木ひるねの9名。

## メンバー
| 名前       | よみ            | 愛称       | カラー             | 出身地 | 加入期 | 活動                                               | 備考 |
| ---------- | --------------- | ---------- | ------------------ | ------ | ------ | -------------------------------------------------- | ---- |
| 津代美月   | つしろ みづき   | つし       | パープル           | 大阪府 | 1期    | 元アキシブproject・リリシック学園メンバー          |      |
| 保科凜     | ほしな りん     | しなりん   | エメラルドグリーン | 東京都 | 1期    |                                                    |      |
| 水瀬さらら | みなせ さらら   | さらら     | ライトブルー       | 岐阜県 | 2期    | 元ぼくはまだしなないメンバー・旧名義「神城さらら」 |      |
| 村望しおん | むらもち しおん | おんちゃん | オレンジ           | 埼玉県 | 2期    | 元スターレイプロダクション所属 元tokyo5メンバー    |      |
| 小此木流花 | おこのぎ るか   | るーるる   | ピンク             | 群馬県 | 3期    | 元 アキシブproject メンバー                        |      |
| 花坂環     | はなさか たまき | たまき     | イエロー           | 東京都 |        |                                                    |      |
| 北乃咲久   | きたの さく     |            | レッド             | 埼玉県 |        |                                                    |      |

### 旧メンバー
| 名前       | よみ            | 愛称                | 誕生日                 | メンバーカラー | 出身地   | 活動期間                      | 備考                                                           |
| ---------- | --------------- | ------------------- | ---------------------- | -------------- | -------- | ----------------------------- | -------------------------------------------------------------- |
| 小波もも   | こなみ もも     | もも                | 2001年11月11日（23歳） | ピンク         | 東京都   | 2021年3月3日～2022年9月30日   | アイドルグループ「あいすなっつ」 アイドルグループ「FULIT BOX」 |
| 豊田あさ   | とよだ あさ     | あさ                | 2001年7月6日（23歳）   | ブルー         | 神奈川県 | 2021年3月3日～2022年9月30日   | アイドルグループ「プエラの絶対値」 名義：世良あさ              |
| 成瀬みるあ | なるせ みるあ   | みる                | 2000年9月28日（24歳）  | ライトブルー   | 東京都   | 2021年3月3日～2022年9月30日   | アイドルグループ「あらかし。」加入 名義：七瀬みるあ            |
| 柚木ひるね | ゆぎ ひるね     | ゆぎちゃん ゆぎゆぎ | 2002年8月28日（22歳）  | オレンジ       | 東京都   | 2021年3月3日～2022年9月30日   | 「Zero Project」所属後、脱退                                   |
| 坂東遥     | ばんどう はるか | はるか              | 1995年11月3日（29歳）  | ホワイト       | 神奈川県 | 2021年3月3日～2023年3月9日    | 卒業                                                           |
| 一宮彩夏   | いちみや さやか | さやか              | 1999年7月29日（25歳）  | イエロー       | 山口県   | 2021年3月3日～2024年11月16日  | 元10COLOR'Sメンバー・旧名義「宮内彩夏」 脱退                   |
| 大場結女   | おおば ゆめ     | ばゆめ              | 2000年12月6日（24歳）  | ブルー         | 千葉県   | 2023年6月12日～2024年11月16日 | 元ラストアイドルメンバー 元×純文学少女歌劇団メンバー 脱退      |
| 神楽胡音   | かぐら こと     | こと                | 2002年8月13日（22歳）  | レッド         | 埼玉県   | 2021年3月3日～2024年11月16日  | 元My idealメンバー 脱退                                        |

### 加入見送り
| 名前     | よみ          | 愛称   | カラー | 出身地 | 加入期 | 活動                               | 備考                                                                     |
| -------- | ------------- | ------ | ------ | ------ | ------ | ---------------------------------- | ------------------------------------------------------------------------ |
| 梅宮萌依 | うめみや もえ | もにゃ | ブルー | 大阪府 |        | 元MIAOメンバー・旧名義「石田萌依」 | オーディション時に確認していた内容と一部異なる点があったため加入取り消し |

## 略歴
2020年
- 3月29日 LIVEPLANETが全グループを対象とした総合アイドルオーディションの開催を発表[5]。その中で元アキシブprojectの津代美月が加入し、雑誌「MARQUEE」が活動をバックアップする新グループとして本グループのメンバーを募集[6]。
- 7月28日 LIVE PLANET総合アイドルオーディションの合格者を発表[7]。本グループのメンバーとして、柚木ひるねと椎奈ももの2名が発表された。
- 9月29日 LIVE PLANETとRIZEプロダクションによる共同プロジェクトの立ち上げが発表[8]。本グループがその第1弾となることが発表された。
- 10月1日 RIZEプロダクションの合同オーディションが開催[9]。FES☆TIVE、MyDearDarlin'とともに本グループのメンバーを募集。

2021年
- 1月20日 新グループとしてJamsCollectionが発足。YouTubeにてティザームービー公開[1]。3月3日に神田明神ホールでのお披露目イベントの開催が発表された。
- 3月1日 YouTubeにて『smile×smile』（スマイルスマイル）のMVを公開[10]。
- 3月3日 神田明神ホールにてデビュー[2]。
- 3月7日 YouTubeにて『恋とテストと缶ジュース』のMVを公開[11]。
- 5月15日 『サマサマサマーはアゲアゲで！』のMVを公開[12]。同時に8月10日にTSUTAYA O-EASTにて1stワンマンライブ『夏ジャ!!!!!!!!!』を開催することを発表[13]。
- 6月2日 メンバー別のデジタル写真集『AWESOME SUMMER』の発売を発表[14]
- 7月2日 「春のTOYKO GRAVURE IDOL FESTIVAL ONLINE 2021（下記、春のTGIF）」と『週刊プレイボーイ』がコラボ開催した賞レース企画「春のTGIF週プレ賞」においてが坂東遥がグランプリを受賞[15][16]。
- 7月26日 デジタルアルバム『ジャムズセレクション』をリリース[17]。
- 8月20日 メンバー個別写真集『Awesome Summer』を発売[18]。
- 8月22日 TIF2021メインステージ争奪LIVE 前哨戦（＠新宿ReNY）に参加し2位となり、10月1日(金)開催される決勝戦へ進出した。
- 8月29日 @JAM EXPO 2020-2021に出演[19]。
- 8月30日 延期されていた[20]1stワンマンライブ『夏ジャ!!!!!!!!!』（会場：TSUTAYA O-EAST）を開催。全国ツアーと2ndワンマンライブの開催を発表[21]。
- 10月1日 TIF2021メインステージ争奪LIVE 決勝戦が台風16号の接近に伴い中止となり、勝者未決定でノーサイドという形になった。
  - 決勝に残ったJamsCollection、アンスリューム、群青の世界、STAiNYの4組がメインステージに登場。
  - すべてのグループが1曲ずつパフォーマンスすることになり、「NEW ERA PUNCH!!」を披露した。
- 10月10日 1stライブツアー「JAMDRIVE!!」がNAGOYA ReNY Limitedにて開催。
- 11月6日 沖縄県での初公演開催。（＠桜坂セントラル）
- 12月11日 山口県での初公演開催（＠RISING HALL）一宮彩夏メンバーの初めての地元凱旋公演となった。

2022年
- 2月2日 徳間ジャパンコミュニケーションズよりメジャーデビュー。[22]
- 3月20日 2ndワンマンライブ「LOVEジャ!!!!!!!!!」（＠Zepp Haneda）を開催[23]。
  - SHIBUYA109でPOP-UP STOR開催を発表。
  - 東名阪”無銭”ツアーと3rd＆4thワンマンライブ開催を発表[24]。
- 5月11日 メジャー1stシングルリリースを発表[25]。
- 6月5日 3rdワンマンライブ「燃えジャ!!!!!!!!!」（＠豊洲PIT）を開催[26]。
- 8月21日 4thワンマンライブ「夏ジャ!!!!!!!!! -大阪城の変-」（＠大阪城音楽堂）を開催[27]。

- 9月30日 「重大な違反行為」により小波もも、豊田あさ、成瀬みるあ、柚木ひるねの脱退を発表[28][29][30][31]。
- 11月2日 坂東遥が卒業を発表[32]。
- 12月22日 村望しおんと水瀬さららの加入を発表[33]。

2023年
- 1月15日 5thワンマンライブ「ヤバジャ!!!!!!!!!」（＠TOKYO DOME CITY HALL）を開催[34]。
- 2月22日 2ndシングル『誰かのヒーローになれたなら』を発売。
- 3月9日 坂東遥が卒業[35]。
- 5月8日 小此木流花の加入を発表。SHIBUYA109にてPOP-UP STORE開催を発表。
- 6月12日 大場結女の加入を発表。
- 10月22日 幕張メッセで6thワンマンライブ『JamsEvolution!!!!!!!!!～幕張で“超”沸きまっせ～』を開催。

2024年
- 1月7日 日本武道館での7thワンマンライブ開催(2024年11月12日)を発表[36]
- 2月22日 3rdシングル『冬空ラプソディー』を発売。
- 5月12日から7月31日まで、仙台・福岡・名古屋・大阪・東京で5大都市ツアー『JamsDrive』を開催。
- 9月25日 4thシングル『涙、ふわり。』を発売。
- 11月12日 日本武道館で『We are Jamscollection!!』を開催。
- 11月16日 一宮彩夏、神楽胡音、大場結女の脱退を発表[37]。

2025年
- 6月9日、新メンバーとして加入の準備を進めていた梅宮萌依[38]について、「オーディション時に確認していた内容と一部異なる点があったため」などとして、加入見送りとなったことが発表される[39]。

## 作品

### デジタルアルバム
- ジャムズセレクション（2021年7月26日、徳間ジャパンコミュニケーションズ）
  1. smile×smile
  2. 最先端フォーミュラー
  3. 絶対必勝ラブゲーム
  4. サマーポップ
  5. ストーリーハイライト
  6. サマサマサマーはアゲアゲで!
  7. Brand new story
  8. NEW ERA PUNCH!!

### アルバム
- JamMode（2022年2月2日、徳間ジャパンコミュニケーションズ）
  1. 疾走ドリーマー
  2. あの日のメリーゴーランド
  3. 愛你
  4. プラネットナイン
  5. スニーカーヒーロー
  6. Shooting Star
  7. NEW ERA PUNCH!!
  8. 最先端フォーミュラー
  9. サマサマサマーはアゲアゲで！
  10. サマーポップ

- キケンなサンサンsummer! / ノーヒットノーラブ (2022年7月13日、徳間ジャパンコミュニケーションズ)
  1. キケンなサンサンsummer!
  2. ノーヒットノーラブ
  3. アオフィルム
  4. これっきりサマー
  5. コイハナビ

- 誰かのヒーローになれたなら（2023年2月22日、徳間ジャパンコミュニケーションズ）
  1. 誰かのヒーローになれたなら
  2. スキスキリフレイン
  3. Ready→NOW!
  4. Let me down
  5. あらしの夜に

### 楽曲一覧
| #  | 初披露         | タイトル                    | 作詞                                     | 作曲                               | 編曲                            |
| -- | -------------- | --------------------------- | ---------------------------------------- | ---------------------------------- | ------------------------------- |
| 1  | 2021年03月03日 | smile×smile                 | Tayuto Nakasu                            | Tomomi Ogata                       |                                 |
| 2  | 2021年03月03日 | Brand new story             | Rei Kiseki・Yusuke Koshiro               | Yusuke Koshiro                     |                                 |
| 3  | 2021年03月03日 | サマサマサマーはアゲアゲで! | ヒゲドライバー                           | ヒゲドライバー                     |                                 |
| 4  | 2021年03月03日 | 最先端フォーミュラー        | アオワイファイ                           | アオワイファイ                     |                                 |
| 5  | 2021年03月03日 | 恋とテストと缶ジュース      |                                          |                                    |                                 |
| 6  | 2021年04月20日 | サマーポップ                | Len                                      | Len                                |                                 |
| 7  | 2021年04月20日 | ブルーアワー                | Len                                      | Len                                |                                 |
| 8  | 2021年05月08日 | 絶対必勝ラブゲーム          | Tayuto Nakasu                            | Tayuto Nakasu                      |                                 |
| 9  | 2021年06月11日 | ストーリーハイライト        | 5Hiori                                   | 5Hiori                             |                                 |
| 10 | 2021年07月06日 | NEW ERA PUNCH!!             | アオワイファイ                           | アオワイファイ                     |                                 |
| 11 | 2021年08月22日 | コイハナビ                  | Shuya Masayoshi・5hiori                  | Shuya Masayoshi                    | Shuya Masayoshi                 |
| 12 | 2021年08月30日 | あの日のメリーゴーランド    | Tayuto Nakasu                            | Ryotaro Koga, 5hiori               | Ryotaro Koga                    |
| 13 | 2021年08月30日 | 愛你                        | Tayuto Nakasu                            | Tayuto Nakasu                      | Tayuto Nakasu                   |
| 14 | 2021年12月18日 | 疾走ドリーマー              | Tenta Sugisaka, Masato Ushikubo（Wee's） | Masato Ushikubo（Wee's）           | Masato Ushikubo（Wee's）        |
| 15 | 2022年01月02日 | Shooting Star               | Len(TOKYO LOGIC)                         | Len(TOKYO LOGIC)                   | Len                             |
| 16 | 2022年01月14日 | プラネットナイン            | Rei Kiseki                               | Yusuke Koshiro                     | Yusuke Koshiro                  |
| 17 | 2022年03月20日 | キケンなサンサンsummer!     | YASUHIRO(康寛)                           | YASUHIRO(康寛)                     | YASUHIRO(康寛)                  |
| 18 | 2022年03月20日 | ノーヒットノーラブ          | Rei Kiseki                               | Yusuke Koshiro                     | Yusuke Koshiro                  |
| 19 | 2022年05月02日 | スニーカーヒーロー          | mamimi                                   | APAZZI                             | APAZZI                          |
| 20 | 2022年06月05日 | アオフィルム                | Shuya Masayoshi                          | Shuya Masayoshi                    |                                 |
| 21 | 2022年06月18日 | これっきりサマー            | Soma Kosugi                              | Soma Kosugi                        | Soma Kosugi                     |
| 22 | 2022年09月14日 | Ready→NOW!                  | 菊池諒                                   | 鶴田知己                           | 鶴田知己                        |
| 23 | 2022年09月14日 | アラシの夜に                | Soma Kosugi                              | Soma Kosugi                        | Soma Kosugi                     |
| 24 | 2022年10月06日 | アンデッド・ラブストーリー  | Rei Kiseki                               | Yusuke Koshiro                     | Yusuke Koshiro                  |
| 25 | 2022年11月13日 | Let me down                 | Tayuto Nakasu                            | Tayuto Nakasu                      | Tayuto Nakasu                   |
| 26 | 2023年01月15日 | 誰かのヒーローになれたなら  | Shuya Masayoshi                          | Ryotaro Koga・Shuya Masayoshi・新Q | Ryotaro Koga・Shuya Masayoshi   |
| 27 | 2023年02月14日 | スキスキリフレイン          | 根本優樹                                 | 根本優樹                           | 根本優樹                        |
| 28 | 2023年06月23日 | 独占オンステージ            | 菊池諒                                   | 斎藤竜介                           | 斎藤竜介                        |
| 29 | 2023年06月23日 | 君色花火                    | 根本優樹                                 | 根本優樹                           | 根本優樹                        |
| 30 | 2023年06月23日 | 青いペディキュア            | 小田桐ゆうき(Relic Lyric, inc.)          | 小田桐ゆうき(Relic Lyric, inc.)    | 小田桐ゆうき(Relic Lyric, inc.) |
| 31 | 2023年08月04日 | 夏ときめいちゃいマッスル！  | RIKIYA・Koki                             | RIKIYA・Koki                       | RIKIYA・Koki                    |
| 32 | 2023年09月17日 | 片道切符のかくれんぼ        | Rei Kiseki                               | Yusuke Koshiro                     | Yusuke Koshiro                  |
| 33 | 2023年09月17日 | ソモサンセッパ              | Tayuto Nakasu                            | Tayuto Nakasu                      | Tayuto Nakasu                   |
| 34 | 2023年10月22日 | 矛盾してる。                | 理沙                                     | 理沙・近藤真之                     | 近藤真之                        |
| 35 | 2023年10月22日 | Xの方程式                   | 佐野仁美                                 | 佐野仁美                           | misutoJJ                        |
| 36 | 2023年10月22日 | フューチャーライダー        | YASUHIRO(康寛)                           | YASUHIRO(康寛)                     | YASUHIRO(康寛)                  |
| 37 | 2024年01月26日 | 冬空ラプソディー            | 根本優樹                                 | 根本優樹                           | 根本優樹                        |
| 38 | 2024年02月04日 | トキメキ NEW WORLD          | RIKIYA・Koki                             | RIKIYA・Koki                       | RIKIYA・Koki                    |
| 39 | 2024年03月16日 | Believe in Believer         | 渡邉俊彦                                 | 渡邉俊彦                           | 渡邉俊彦                        |
| 40 | 2024年05月12日 | ナツソラ                    | 渡邉俊彦                                 | 渡邉俊彦                           |                                 |
| 41 | 2024年05月19日 | LOVEです。                  | ふるっぺ                                 | ふるっぺ                           |                                 |
| 42 | 2024年09月04日 | 涙、ふわり。                | 渡邉俊彦                                 | 渡邉俊彦                           | 渡邉俊彦                        |
| 43 | 2024年09月04日 | ドキドキシャッターチャンス  | RIKIYA・Koki                             | RIKIYA・Koki                       | RIKIYA・Koki                    |
| 44 | 2024年11月12日 | シンデレラマインド          | 渡邉俊彦                                 | 渡邉俊彦                           | 渡邉俊彦                        |
| 45 | 2024年11月12日 | 剥がれたペンキ              |                                          |                                    |                                 |

## 出演情報

### ネット配信
- ジャムズで1クール！（ワロップ放送局 毎月第2月曜日、2021年4月12日、2021年5月10日)

### 雑誌
- FLASH（光文社、2021年、No.1607） - 坂東遥
- 週刊プレイボーイ（集英社、2021年、No.29） - 坂東遥

### 写真集
- 津代美月 「24（つし）の秘密」（2024年11月14日、KADOKAWA）ISBN 978-4047379794

### デジタル写真集
- 坂東遥「夏のお姉さん」（集英社、2021年7月5日）
- 「Awesome Summer」（Pop'n'Roll、2021年8月20日）
- 水瀬さらら「ICONIC」（光文社、2024年7月23日）

## ライブ・イベント

### ワンマンライブ
- 1stワンマンライブ『夏ジャ!!!!!!!!!』（＠TSUTAYA O-EAST、2021年8月30日）
- 2ndワンマンライブ『LOVEジャ!!!!!!!!!』（＠Zepp Haneda、2022年3月20日）
- 3rdワンマンライブ『燃えジャ!!!!!!!!!』（＠豊洲PIT、2022年6月5日）
- 4thワンマンライブ『夏ジャ!!!!!!!!! -大阪城の変-』（＠大阪城音楽堂、2022年8月21日）
- 5thワンマンライブ『ヤバジャ!!!!!!!!!』（＠TOKYO DOME CITY HALL、2023年1月15日）
- 6thワンマンライブ『JamsEvolution!!!!!!!!!〜幕張で“超”沸きまっせ〜』（＠幕張メッセ国際展示場ホール、2023年10月22日）

### 1stツアー「JAMDRIVE!!」
- 名古屋公演＠NAGOYA ReNY Limited（2021年10月10日）
- 大阪公演＠ESAKA MUSE（2021年10月17日）
- 沖縄公演＠桜坂セントラル（2021年11月6日）
- 山口公演＠RISING HALL（2021年12月11日）
- 福岡公演＠福岡BEAT STATION（2021年12月12日）
- 東京公演＠白金高輪 SELENE b2（2021年12月18日）